# Setsu Sawagata
Setsu Sawagata (澤潟 節 Sawagata Setsu?) fue un futbolista japonés que se desempeñaba como centrocampista.
Sawagata fue elegido para integrar la selección nacional de Japón para los Juegos del Lejano Oriente de 1923. En 1923, Sawagata jugó 2 veces para la selección de fútbol de Japón.

## Trayectoria

### Clubes
| Club     | País  | Año  |
| -------- | ----- | ---- |
| Osaka SC | Japón | ???? |

### Selección nacional
| Selección | País  | Año  |
| --------- | ----- | ---- |
| Absoluta  | Japón | 1923 |

## Estadística de equipo nacional
| Selección de Japón | Selección de Japón | Selección de Japón |
| Año                | Part.              | Goles              |
| ------------------ | ------------------ | ------------------ |
| 1923               | 2                  | 0                  |
| Total              | 2                  | 0                  |